# Валек, Антон Яковлевич
Антон Яковлевич Валек (настоящее отчество — Якабович) (19 [31] января 1887, Харьков — 8 апреля 1919, Екатеринбург) — деятель революционного движения. Член Коммунистической партии с 1903/1904 года, сотрудник особого отдела 3 Армии Восточного фронта 1918/1919 года.

## Биография
Антон Валек родился в 1887 году в Харькове в семье железнодорожного рабочего-поляка, высланного из Польши. Учился в городском училище. Работал в Харьковском железнодорожном депо. В 1905 году принял участие в харьковском вооружённом восстании. Подвергался арестам и ссылкам. Вёл партийную работу на Урале, в Средней Азии, в Сибири.
В 1917 году Антон Валек избран членом Петроградского совета от Путиловского завода. В феврале 1917 года один из организаторов похорон жертв Февральской Революции. С декабря 1917 по апрель 1918 неоднократно командировался за продовольствием в Сибирь.
В 1918 году направляется на подпольную работу в занятые чехословацким корпусом районы Урала и Сибири (к 14 июля 1918 года корпус завладел Сибирской железной дорогой на участках: Ново-Николаевск, Челябинск, Миасс и Кинель — Пенза, отодвинули красноармейские части на восточном фронте на линию Ишим — Шадринск — Уфалей — Миасс — Троицк и на Западном — на линию Казань — Симбирск — ст. Кротовка — Бузулук). Антон Валек занимался обеспечением связи разведывательных органов РККА, с большевистским подпольем.
В июне 1918 г. участвует в совещании большевиков в Тюмени, в формировании Оргбюро РКП(б) Сибири для развертывания нелегальной работы в тылу.
Антон Валек, оперуполномоченный Отдела Военного контроля Республики 13.07.1918 года прибывает в Екатеринбург, и приступает к выполнению операции под прикрытием, совместно с Главонокомандующим Северо-Урало-Сибирским фронтом Рейнгольдом Иосифовичем Берзиным и Начальником особого отдела 3 армии Восточного фронта Музыкантом Владимиром Индриковичем, для инспекции содержания семьи Николая Романова в «Доме особого назначения» /Владимир Индрикович Музыкант (1890 - 1951). Надгробный барельеф работы Маргариты Димзе. Владимир Индрикович, муж сестры матери Маргариты. Фронтовой друг отца Маргариты. Фронтовые друзья женились на сёстрах: Владимир Индрикович Музыкант на Анне Яковлевне Димзе, а Рейнгольд Иосифович Берзин на Гильдегард Яковлевне Димзе. Могила с этим барельефом на Введенском кладбище в Москве: http://nec.m-necropol.ru/muzikant-vi.html/ Выехав в конце июля 1918 года из Екатеринбурга в Пермь в качестве оперуполномоченного Отдела  военного Контроля Реввоенсовета Республики, штаба Северного Урало-Сибирского фронта, Уралобкома и Оргбюро РКП(б) Сибири, особого отдела 3 армии Восточного фронта ведет нелегальную работу по организации сети явочных квартир и военно-разведывательных пунктов в Омске, Томске, Красноярске, Иркутске. В начале сентября участвует в 1-й Сибирской подпольной конференции РКП(б). В начале октября переходит линию фронта и, по приезде в Москву, представил  Доклад Я. М. Свердлову в ЦК РКП(б) и Тракману в Отдел Военного контроля Реввоенсовета Республики о проделанной работе и положении в тылу, затем возвращается в Сибирь. В декабре 1918 по поручению Уралобкома направляется на подпольную работу в Екатеринбург.
Прибыл в Екатеринбург в начале января 1919 года. Восстановил разрозненные нелегальные группы большевиков, и сформировал городской партийный комитет.
1 апреля 1919 года вместе с группой подпольщиков (18 человек) арестован чешской контрразведкой по наводке агента Я. Свердлова, бывшего прапорщика императорской армии Семена Логинова , имевшего адрес и пароль для встречи с Валеком. Находясь в тюрьме Екатеринбурга, А. Валек был допрошен колчаковским следователем Н. А. Соколовым о судьбе семьи императора Николая II (Романовых). 8 апреля 1919 года Валек с единомышленниками были казнены в лесу на «Васькиной горке», близ Верх-Исетского завода, — место массовых казней революционеров, рядом с бывшим кинотеатром «Комсомолец», ранее на месте казни был установлен каменный обелиск.

Их вывели туда на рассвете 8 апреля 1919 года. В соответствии с приговором должны были расстреливать. Но каратели-казаки, которым было поручено привести приговор в исполнение, были пьяные. Ермохин приказал рубить шашками, не слезая с коней; и они стали рубить…
Якова (партийная кличка А. Валека) рубили последним — таков был приказ: пусть видит гибель своих соратников. Но сердце его не вынесло этой новой пытки — оно погасло. Он упал, его рубили мертвого.

Потом, чтобы скрыть следы злодеяния, изуродованные тела были зарыты где-то в болотах и не были найдены. Не осталось даже могилы.
После казни Валека и членов его группы уполномоченный командующего Сибирской армией по сохранению государственного порядка и общественного спокойствия издал приказ:

 "Объявляю для сведения, что в первых числах апреля текущего года военным контролем г.Екатеринбурга была обнаружена полностью преступная большевистская организация, во главе которой стоял Антон Валек,  состоявший начальником контрразведки красных всей Сибири до Иркутска включительно и главой тайной коммунистической организации г.Екатеринбурга.
4 апреля 8 человек из этой организации командующим Сибирской армией были преданы военно-полевому суду, по обвинению в преступлении, предусмотренном ст.ст.51,100,108 Уголовного положения.
Военно-полевой суд приговорил всех обвиняемых к смертной казни. Приговор, утвержденный главнокомандующим Сибирской армией, приведен в исполнение 8 апреля сего года."

## Память
- В Екатеринбурге в 1919 году городской совет рабочих и солдатских депутатов переименовал Большую Съезжую улицу в улицу Антона Валека[6].